# モザンビーク解放戦線
モザンビーク解放戦線（モザンビークかいほうせんせん、葡: Frente de Libertação de Moçambique, FRELIMO）は、モザンビークの政党。結成時はポルトガル植民地支配に対してモザンビーク独立戦争を戦った武装抵抗組織だった。現在は社会主義インターナショナルに加盟している。

## 概要
1962年6月25日にエドゥアルド・モンドラーネによってタンザニア（当時はタンガニーカ）の首都ダルエスサラームにて、独立を目指す民族民主連合(NDU)、モザンビーク＝アフリカ民族連合(ANUM)、独立モザンビーク＝アフリカ連合(AUNM)の三組織を統一し、結成された。
1964年9月25日に国土の北部で独立戦争を開始し、北部のマコンデ族と協調して国土の20%を支配下に置いた。1969年2月にモンドラーネ議長が暗殺され、副議長を務めていた中道主義者のウリア・シマンゴを追放・逮捕（1975年に裁判なしで処刑）した後、議長にサモラ・マシェル、副議長にマルセリーノ・ドス・サントスが就任した。1970年から1971年には建設中のカボラ・バッサダムを攻撃した。1974年4月25日に宗主国のポルトガルでカーネーション革命が勃発した後、1974年9月にポルトガルの新政権とルサカ協定が結ばれ、和平が達成された。
1975年6月25日にモザンビークが独立すると、FRELIMOは人民民主主義国家の政権党となったが、独立戦争の被害と植民地時代に経済の中枢にいたポルトガル系住民の出国、洪水などによって経済は大打撃を受けた。また反共主義からローデシアの白人政権や、南アフリカ共和国のアパルトヘイト政権に支援されたモザンビーク民族抵抗運動（MNR/RENAMO）とのモザンビーク内戦に勝利することができず、国土は疲弊した。
1986年に初代大統領のマシェルが死亡した後、後を継いだジョアキン・アルベルト・シサノは1989年の党大会にてマルクス主義から距離を置くことを宣言し、翌1990年11月の憲法改正で複数政党制を認め、国名をそれまでのモザンビーク人民共和国からモザンビーク共和国に改めた。また、1990年から1991年にかけての大規模な旱魃による飢饉の発生が、FRELIMO、RENAMO共に内戦の継続を困難にしたため、両者は1992年に包括和平協定を締結した。その後も軍事的な対立は続いたが和解に向けた交渉も継続し、2019年8月1日にRENAMOとの和平協定に調印した。
内戦終結後1994年、1998年に選挙が行われたが、共に僅差で勝利した。以降も2022年現在まで一貫して与党の地位を保っている。

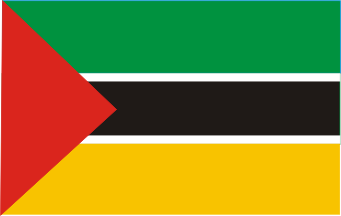
?1962年から1993年までの党旗。
?1997年から2004年までの党旗。

## 脚註
1. ↑  星、林(1978:259)
2. ↑  星、林(1978:259-260)
3. ↑  星、林(1978:260)
4. ↑  星、林(1978:260-262)
5. ↑  岡倉(2001:292)
6. ↑  舩田クラーセン(2008:661)
7. ↑  “モザンビークの政府と野党、歴史的な和平協定に調印”. AFPBB News. フランス通信社. (2019年8月2日) 2022年3月9日閲覧。
8. ↑  岡倉(2001:292-293)